# ダン・カールソン
ダニエル・スティーブン・カールソン（Daniel Steven Carlson , 1970年1月26日 - ）は、アメリカ合衆国オレゴン州ポートランド出身の元プロ野球選手（投手）。

## 来歴

### 現役時代
1989年のMLBドラフトでサンフランシスコ・ジャイアンツから33巡目（全体856位）で指名され入団。
1992年にAA級シュリーブポート・キャプテンズで15勝、1993年はAAシュリーブポートとAAA級フェニックス・ファイヤーバーズの2球団合計で12勝、1994年はAAA級フェニックスで13勝と、先発投手として順調に結果を残していった。1996年にAAA級フェニックスで13勝を挙げ、9月13日にメジャー初登板。同月28日のコロラド・ロッキーズ戦でメジャー初勝利。
1997年11月のエクスパンジョンドラフトでタンパベイ・デビルレイズから指名され移籍。1998年オフにFAとなった。
1999年はアリゾナ・ダイヤモンドバックスで2試合に登板した。
2000年に星野仙一率いる中日ドラゴンズに入団した。入団のきっかけは、同年に鳴り物入りで入団した捕手のディンゴが紹介し、彼の母国オーストラリアで入団テストを受けたためであった。開幕戦でいきなり初登板を果たしたが、その後はメルビン・バンチやエディ・ギャラードの活躍により外国人選手枠から外れ、二軍暮らしが続いた。その後、父が病気で倒れた事を理由に帰国。そのまま日本に戻る事無く、8月1日に奇しくもディンゴと同時に解雇された。中日退団後はダイヤモンドバックスに復帰した。
2001年にAA級エルパソ・ディアブロス、カージナルス傘下AAA級メンフィス・レッドバーズでプレーしたのを最後に現役を引退した。

### 現役引退後
2002年にダイヤモンドバックス傘下ルーキー+級ミズーラ・オスプレイで投手コーチとしてのキャリアをスタートさせ、その後も2013年までダイヤモンドバックス傘下でコーチを続けた。その最初の教え子の中には後に読売ジャイアンツで活躍することになる山口鉄也や、当時アドリアーノ・ロサリオと名乗っていたトニー・ペーニャもいた。
2014年にダイヤモンドバックスのマイナー巡回のピッチングコーディネーターに就任。2021年まで8年間務めた。
2022年にダイヤモンドバックスの投手コーチ補佐に就任した。

## 詳細情報

### 年度別投手成績
| 年 度    | 球 団    | 登 板 | 先 発 | 完 投 | 完 封 | 無 四 球 | 勝 利 | 敗 戦 | セ 丨 ブ | ホ 丨 ル ド | 勝 率 | 打 者 | 投 球 回 | 被 安 打 | 被 本 塁 打 | 与 四 球 | 敬 遠 | 与 死 球 | 奪 三 振 | 暴 投 | ボ 丨 ク | 失 点 | 自 責 点 | 防 御 率 | W H I P |
| -------- | -------- | ----- | ----- | ----- | ----- | -------- | ----- | ----- | -------- | ----------- | ----- | ----- | -------- | -------- | ----------- | -------- | ----- | -------- | -------- | ----- | -------- | ----- | -------- | -------- | ------- |
| 1996     | SF       | 5     | 0     | 0     | 0     | 0        | 1     | 0     | 0        | --          | 1.000 | 46    | 10.0     | 13       | 2           | 2        | 0     | 0        | 4        | 0     | 0        | 6     | 3        | 2.70     | 1.50    |
| 1997     | SF       | 6     | 0     | 0     | 0     | 0        | 0     | 0     | 0        | --          | ----  | 72    | 15.1     | 20       | 5           | 8        | 1     | 0        | 14       | 0     | 0        | 14    | 13       | 7.63     | 1.83    |
| 1998     | TB       | 10    | 0     | 0     | 0     | 0        | 0     | 0     | 0        | --          | ----  | 86    | 17.2     | 25       | 3           | 8        | 0     | 3        | 16       | 0     | 0        | 15    | 15       | 7.64     | 1.87    |
| 1999     | ARI      | 2     | 0     | 0     | 0     | 0        | 0     | 0     | 0        | 0           | ----  | 18    | 4.0      | 5        | 0           | 0        | 0     | 0        | 3        | 0     | 0        | 4     | 4        | 9.00     | 1.25    |
| 2000     | 中日     | 2     | 0     | 0     | 0     | 0        | 0     | 0     | 0        | --          | ----  | 8     | 2.1      | 1        | 0           | 1        | 0     | 0        | 1        | 0     | 0        | 0     | 0        | 0.00     | 0.86    |
| MLB：4年 | MLB：4年 | 23    | 0     | 0     | 0     | 0        | 1     | 0     | 0        | 0           | 1.000 | 222   | 47.0     | 63       | 10          | 18       | 1     | 3        | 37       | 0     | 0        | 39    | 35       | 6.70     | 1.72    |
| NPB：1年 | NPB：1年 | 2     | 0     | 0     | 0     | 0        | 0     | 0     | 0        | --          | ----  | 8     | 2.1      | 1        | 0           | 1        | 0     | 0        | 1        | 0     | 0        | 0     | 0        | 0.00     | 0.86    |

### 記録
MLB
- 初登板：1996年9月13日、対ピッツバーグ・パイレーツ9回戦（3Comパーク）、8回表に3番手で救援登板、2回無失点
- 初奪三振：同上、9回表にジェイ・ベルから空振り三振
- 初勝利：1996年9月28日、対コロラド・ロッキーズ12回戦（クアーズ・フィールド）、5回裏に2番手で救援登板、3回2/3無失点

NPB
- 初登板：2000年3月31日、対ヤクルトスワローズ1回戦（ナゴヤドーム）、9回表に3番手で救援登板、1/3回無失点
- 初奪三振：2000年4月4日、対読売ジャイアンツ1回戦（ナゴヤドーム）、8回表に村田善則から

### 背番号
- 29 （1996年 - 1997年）
- 46 （1998年、2000年）
- 43 （1999年）
- 76 （2022年 - ）